# Vierkante matrix

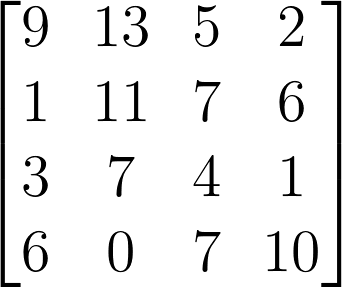
Vierkante matrix van de orde 4

Een vierkante matrix is een matrix die evenveel rijen als kolommen bevat. Als er {\displaystyle n} rijen zijn, dan zijn er dus ook {\displaystyle n} kolommen en spreekt men van een {\displaystyle n\times n}-matrix.
Vierkante matrices worden onder meer gebruikt om lineaire transformaties, zoals lineaire vervorming en rotatie weer te geven. Als bijvoorbeeld {\displaystyle R} een vierkante matrix is die een rotatie, dus een rotatiematrix is, en {\displaystyle v} een kolomvector is die de plaats van een punt in de ruimte aangeeft, dan is het product {\displaystyle Rv} een andere kolomvector die de positie van dat punt na de uitgevoerde rotatie beschrijft. Als {\displaystyle v} een rijvector is, ontstaat dezelfde transformatie door de vermenigvuldiging {\displaystyle vR^{T}} waarin {\displaystyle R^{T}} de getransponeerde matrix van {\displaystyle R} is.

## Hoofddiagonaal
De elementen {\displaystyle a_{ii},(i=1,\ldots ,n)} vormen de hoofddiagonaal van de {\displaystyle n\times n}-matrix {\displaystyle A}. Ze liggen op de hoofddiagonaal die van de linkerbovenhoek naar de rechterbenedenhoek van de matrix loopt. In de in de afbeelding gegeven {\displaystyle 4\times 4}-matrix liggen de elementen {\displaystyle a_{11}=9,\ a_{22}=11,\ a_{33}=4} en {\displaystyle a_{44}=10} op de hoofddiagonaal.
De diagonaal die in een vierkante matrix van de rechterbovenhoek naar de linkerbenedenhoek loopt, wordt de antidiagonaal of tegendiagonaal genoemd.

## Soorten
| Naam                   | Voorbeeld met {\displaystyle n=3}                                                               |
| ---------------------- | ----------------------------------------------------------------------------------------------- |
| diagonaalmatrix        | {\displaystyle {\begin{bmatrix}a_{11}&0&0\\0&a_{22}&0\\0&0&a_{33}\end{bmatrix}}}                |
| benedendriehoeksmatrix | {\displaystyle {\begin{bmatrix}a_{11}&0&0\\a_{21}&a_{22}&0\\a_{31}&a_{32}&a_{33}\end{bmatrix}}} |
| bovendriehoeksmatrix   | {\displaystyle {\begin{bmatrix}a_{11}&a_{12}&a_{13}\\0&a_{22}&a_{23}\\0&0&a_{33}\end{bmatrix}}} |

### Driehoeksmatrix
Als alle elementen boven de hoofddiagonaal gelijk zijn aan nul, spreekt men van een benedendriehoeksmatrix. Zijn de alle elementen onder de hoofddiagonaal gelijk aan nul, dan spreekt men van een bovendriehoeksmatrix.

### Diagonaalmatrix
Als alle elementen van een vierkante matrix behalve die op de hoofddiagonaal gelijk zijn aan nul, wordt die matrix een diagonaalmatrix genoemd.

### Identiteitsmatrix
De identiteitsmatrix {\displaystyle I_{n}} van de orde {\displaystyle n} is de {\displaystyle n\times n}-diagonaalmatrix waarin alle elementen op de hoofddiagonaal gelijk zijn aan 1:
{\displaystyle I_{1}={\begin{bmatrix}1\end{bmatrix}},I_{2}={\begin{bmatrix}1&0\\0&1\end{bmatrix}},\cdots ,I_{n}={\begin{bmatrix}1&0&\cdots &0\\0&1&\cdots &0\\\vdots &\vdots &\ddots &\vdots \\0&0&\cdots &1\end{bmatrix}}}
Vermenigvuldiging van een matrix met de identiteitsmatrix van dezelfde orde, laat de matrix ongewijzigd. Voor elke {\displaystyle n\times n}-matrix {\displaystyle A} geldt
{\displaystyle A\ I_{n}=I_{n}A=A}

### Inverse matrix
Een vierkante {\displaystyle n\times n}-matrix {\displaystyle A} wordt inverteerbaar of regulier genoemd, als er een matrix {\displaystyle B} bestaat zodanig dat
{\displaystyle AB=BA=I_{n}}.
Wanneer dat niet het geval is, wordt de matrix {\displaystyle A} singulier genoemd.
Als {\displaystyle B} bestaat is deze matrix uniek, men noemt {\displaystyle B} de inverse matrix van {\displaystyle A} en noteert {\displaystyle B=A^{-1}}. 
Wanneer {\displaystyle A} een reguliere {\displaystyle n\times n}-matrix is, spannen de {\displaystyle n} kolomvectoren van {\displaystyle A} een {\displaystyle n}-dimensionale ruimte op. Die {\displaystyle n} kolomvectoren zijn dan lineair onafhankelijk van elkaar. 
Wanneer {\displaystyle A} singulier is spannen de kolomvectoren van {\displaystyle A} niet de hele {\displaystyle n}-dimensionale ruimte op, maar kunnen daar nog wel een deelruimte van opspannen. De dimensie van die deelruimte is dan kleiner dan {\displaystyle n}. Deze deelruimte heet het bereik van {\displaystyle A}. Er zijn dan andere vectoren dan de nulvector die door op {\displaystyle A} op de nulvector worden afgebeeld. De deelruimte van vectoren, die door {\displaystyle A} op de nulvector worden afgebeeld heet de kern van {\displaystyle A}.
De kern van een reguliere matrix bestaat dus alleen uit de nulvector. Het is volgens de dimensiestelling voor iedere vierkante matrix, zo dat de som van de rang, dat is de dimensie van de kern en van de rang van het bereik gelijk aan de dimensie van de ruimte zelf is, dus aan {\displaystyle n}.
De inverteerbare {\displaystyle n\times n}-matrices vormen met de bewerking matrixvermenigvuldiging een groep met als neutraal element de eenheidsmatrix van de orde {\displaystyle n}. Die groep is de algemene lineaire groep.

### Symmetrische en antisymmetrische matrix
Een symmetrische matrix is een vierkante matrix die gelijk is aan haar getransponeerde; dus {\displaystyle A} is symmetrisch als:
{\displaystyle A=A^{T}}
Een antisymmetrische matrix is een vierkante matrix die gelijk is aan de tegengestelde van haar getransponeerde; dus {\displaystyle A} is antisymmetrisch als:
{\displaystyle A=-A^{T}}

### Hermitische matrix
In veel gevallen spelen hermitische matrices bij de complexe matrices een vergelijkbare rol als de symmerische matrices bij reële matrices. Een hermitische matrix is een vierkante complexwaardige matrix die gelijk is aan haar geconjugeerde getransponeerde matrix.
Vanwege de spectraalstelling hebben zowel reële symmetrische matrices als complexe hermitische matrices een basis van eigenvectoren, dat wil zeggen dat iedere vector als een lineaire combinatie kan worden uitgedrukt van eigenvectoren. In beide gevallen zijn alle eigenwaarden reëel. Deze stelling geldt zelfs in oneindig-dimensionale ruimten die gerelateerd zijn aan matrices met oneindig veel rijen en kolommen.